# Nadleśnictwo Sarnaki
Nadleśnictwo Sarnaki – jednostka organizacyjna Lasów Państwowych podległa Regionalnej Dyrekcji Lasów Państwowych w Lublinie. Siedziba nadleśnictwa znajduje się w Sarnakach, w powiecie łosickim, w województwie mazowieckim.
Nadleśnictwo obejmuje część powiatów łosickiego i siedleckiego.

## Historia
W 1944 powstało nadleśnictwo Platerów. Objęło przedwojenne lasy państwowe należące do nadleśnictw Mielnik i Zabuże oraz znacjonalizowane przez komunistów lasy prywatne. W 1949 zmieniło ono nazwę na nadleśnictwo Łosice.
1 października 1964 z nadleśnictwa Łosice wyodrębniono nadleśnictwo Sarnaki, jednak już w 31 grudnia 1970 ponownie je połączono, tym razem pod nazwą nadleśnictwo Sarnaki. W 1976 zostało ono podzielone na dwa obręby: Sarnaki i Korczew (od 1994 Łosice). W 2015 zlikwidowano podział nadleśnictwa na obręby i obecnie cały jego obszar stanowi obręb Sarnaki.
W czasie II wojny światowej Niemcy na terenie lasów obecnego nadleśnictwa Sarnaki prowadzili gospodarkę rabunkową. Straty spowodowane przez okupanta wyceniono na 6 066 770 zł w złocie (w tym 5 478 830 zł w złocie strat w drzewostanach).

## Ochrona przyrody
Na terenie nadleśnictwa znajduje się pięć rezerwatów przyrody:
- Dębniak
- Kaliniak
- Mierzwice
- Przekop
- Zabuże

## Drzewostany
Dominującym typem siedliskowym lasów nadleśnictwa jest bór mieszany dębowo-sosnowy. Występują także las mieszany świeży, bór mieszany świeży, ols jesionowy, ols i łęg.
Gatunki lasotwórcze lasów nadleśnictwa (z ich udziałem procentowym):
- sosna 66%
- dąb 21%
- brzoza 7%
- olsza 4%
- inne 2%